# Stefano Borgonovo
Stefano Borgonovo (* 17. März 1964 in Giussano; † 27. Juni 2013 ebenda) war ein italienischer Fußballspieler und -trainer.

## Leben

### Fußballerlaufbahn
Stefano Borgonovo begann seine Karriere bei Como Calcio, wo er von 1981 bis 1986 unter Vertrag stand. In der Saison 1984/85 war er an Sambenedettese ausgeliehen.
Im Sommer 1986 wechselte der Stürmer 22-jährig zur AC Mailand, von dem er postwendend für zwei Jahre an Como Calcio ausgeliehen wurde. Die Saison 1988/89 verbrachte Borgonovo leihweise bei der AC Florenz, wo er mit 14 Treffern in 30 Serie-A-Partien unter Sven-Göran Eriksson den Durchbruch in Italiens höchster Spielklasse schaffte. Im Frühjahr 1989 kam der Stürmer unter Azeglio Vicini in den Freundschaftsspielen gegen Dänemark, Österreich und Rumänien zu seinen einzigen drei A-Länderspielen für Italien.
Im Sommer 1989 kehrte der Italiener zu Milan zurück. Obwohl er sich unter Trainer Arrigo Sacchi nicht als Stammspieler durchsetzen konnte, gelang Borgonovo 1989/90 mit dem Gewinn des Europapokal der Landesmeister der größte Erfolg seiner Laufbahn. Im Sommer 1990 folgten noch die Siege im Weltpokal sowie im UEFA Super Cup, bevor er auf eigenen Wunsch endgültig zur AC Florenz wechselte.
Bei der Fiorentina schaffte es Borgonovo nicht, in die großen Fußstapfen des zu Juventus Turin abgewanderten Roberto Baggio zu treten, da er nach einer schweren Knieverletzung nicht mehr an frühere Leistungen anknüpfen konnte. Zur Saison 1992/93 wechselte der Stürmer zum Ligakonkurrenten Pescara Calcio, mit dem er in die Serie B abstieg. In der Winterpause der Saison 1993/94 verließ Borgonovo Pescara in Richtung Udinese Calcio, wo er trotz fünf Toren in zwölf Partien seinen zweiten Abstieg in die Serie B hinnehmen musste.
1994/95 stand Stefano Borgonovo bei Brescia Calcio unter Vertrag. Für die Lombarden absolvierte er 14 Serie-A-Partien, ohne dabei einen Treffer erzielen zu können. Am Saisonende musste er mit dem Verein zum dritten Mal binnen zwei Jahren den Gang in die Serie B antreten. Seine aktive Laufbahn beendete der Stürmer am Ende der Saison 1995/96, die er wiederum bei Udinese verbrachte, die in der Zwischenzeit wieder in Italiens höchste Spielklasse aufgestiegen waren.

### Erfolge
- U-21-Vize-Europameister: 1986
- Europapokal der Landesmeister: 1989/90
- Weltpokal: 1990
- UEFA Super Cup: 1990

### Schwere Krankheit
Nach Beendigung seiner Karriere erkrankte Borgonovo 2006 an der unheilbaren Nervenkrankheit ALS. Borgonovo gründete 2008 die Stiftung Stefano Borgonovo, welche die Ursachenforschung der Krankheit unterstützt. Trotz seiner schweren Krankheit schaffte Borgonovo es, seine Autobiographie mit dem Namen „Attacante nato“ (Der geborene Stürmer) zu schreiben, indem er mit seinen Augen einen Computer bediente. In dem Buch spricht er auch über seine Einstellung zu Drogen.
Der Verdacht, dass es sich bei dem Leiden um die Spätfolgen von Medikamentenmissbrauch oder Doping während seiner aktiven Zeit handelt, wurde im November 2010 in einem Fernsehbeitrag des Europamagazins der ARD geäußert. In diesem stritt Borgonovo ab, je gedopt zu haben. Gegen Muskelprobleme habe er Entzündungshemmer genommen. Wenige Monate vor seinem Tod trat Borgonovo der Anti-Doping-Kampagne der FIFA bei.
Im Juni 2013 starb Stefano Borgonovo im Alter von 49 Jahren.